# Джексонвілл (Орегон)
Джексонвілл (англ. Jacksonville) — місто (англ. city) в США, в окрузі Джексон штату Орегон. Населення — 3020 осіб (2020).

## Географія
Джексонвілл розташований за координатами 42°18′45″ пн. ш. 122°58′9″ зх. д. / 42.31250° пн. ш. 122.96917° зх. д. (42.312632, -122.969169).  За даними Бюро перепису населення США в 2010 році місто мало площу 4,90 км², уся площа — суходіл.

## Демографія
Згідно з переписом 2010 року, у місті мешкало 2785 осіб у 1377 домогосподарствах у складі 808 родин. Густота населення становила 568 осіб/км².  Було 1548 помешкань (316/км²).
Расовий склад населення:
| - 95,6 % — білих - 0,9 % — азіатів - 0,6 % — корінних американців - 0,4 % — чорних або афроамериканців - 0,1 % — вихідців з тихоокеанських островів |

До двох чи більше рас належало 1,9 %. Частка іспаномовних становила 2,9 % від усіх жителів.
За віковим діапазоном населення розподілялося таким чином: 15,9 % — особи молодші 18 років, 54,1 % — особи у віці 18—64 років, 30,0 % — особи у віці 65 років та старші. Медіана віку мешканця становила 54,9 року. На 100 осіб жіночої статі у місті припадало 85,8 чоловіків;  на 100 жінок у віці від 18 років та старших — 80,9 чоловіків також старших 18 років.
Середній дохід на одне домашнє господарство  становив 68 952 долари США (медіана — 46 901), а середній дохід на одну сім'ю — 87 120 доларів (медіана — 59 700). За межею бідності перебувало 4,3 % осіб, у тому числі 0,0 % дітей у віці до 18 років та 3,9 % осіб у віці 65 років та старших.
Цивільне працевлаштоване населення становило 1249 осіб. Основні галузі зайнятості: освіта, охорона здоров'я та соціальна допомога — 27,0 %, науковці, спеціалісти, менеджери — 12,4 %, роздрібна торгівля — 10,0 %, фінанси, страхування та нерухомість — 9,9 %.